# 马西亚克瓦隆
马西亚克瓦隆（法語：Marcillac-Vallon，法語發音：[maʁsijak valɔ̃]）是法国阿韦龙省的一个市镇，属于罗德兹区。

## 地理
马西亚克瓦隆（44°28'25"N, 2°27'52"E）面积14.59 平方千米，位于法国奧克西塔尼大區阿韦龙省，该省份为法国南部内陆省份，位于法國中央高原南部，北起顺时针与康塔爾省、洛泽尔省、加尔省、埃罗省、塔恩省、塔恩-加龙省和洛特省接壤。
与马西亚克瓦隆接壤的市镇（或旧市镇、城区）包括：穆雷、诺维亚勒、圣克里斯托夫瓦隆、萨勒拉苏尔斯、瓦拉迪。

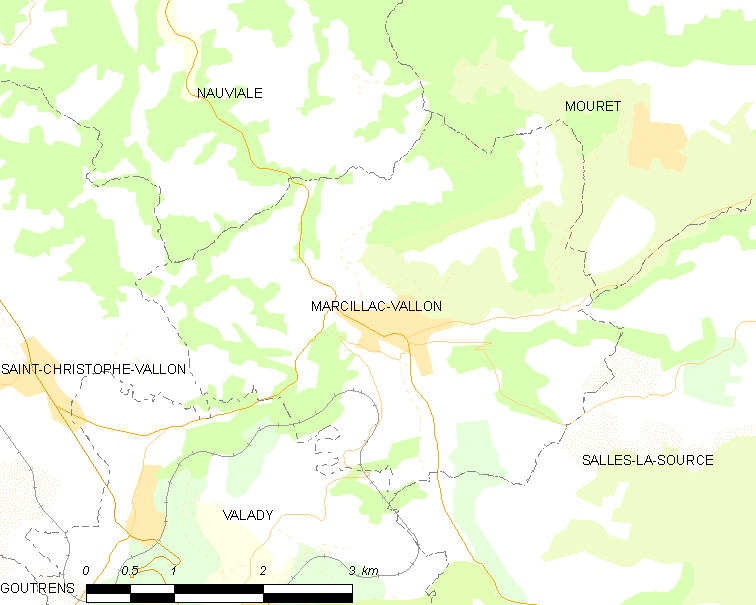
马西亚克瓦隆的OSM定位图

马西亚克瓦隆的时区为UTC+01:00、UTC+02:00（夏令时）。

## 行政
马西亚克瓦隆的邮政编码为12330，INSEE市镇编码为12138。

## 政治
马西亚克瓦隆所属的省级选区为山谷县。

## 人口

1962-2008年间马西亚克瓦隆人口变化图示

马西亚克瓦隆于2022年1月1日时的人口数量为1714人。